# World Series of Poker 1979
Die World Series of Poker 1979 war die zehnte Austragung der Poker-Weltmeisterschaft und fand vom 11. bis 27. Mai 1979 im Binion’s Horseshoe in Las Vegas statt.

## Turniere

### Turnierplan

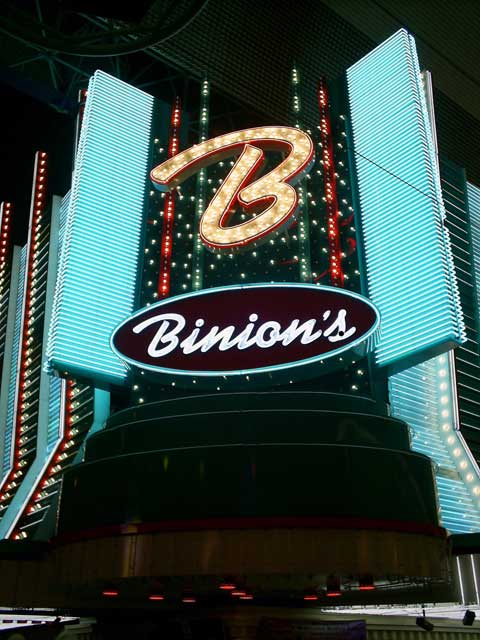
Das Binion’s Horseshoe in Las Vegas

Im Falle eines mehrfachen Braceletgewinners gibt die Zahl hinter dem Spielernamen an, das wievielte Bracelet in diesem Turnier gewonnen wurde.
| #  | Buy-in (in $) | Turnier                                          | Turnierbeginn | Teilnehmer | Sieger             | Sieger             | Herkunft           | Herkunft           | Preisgeld (in $) |
| -- | ------------- | ------------------------------------------------ | ------------- | ---------- | ------------------ | ------------------ | ------------------ | ------------------ | ---------------- |
| 1  | 10.000        | No-Limit 2-7 Draw Lowball                        | 11. Mai 1979  | 15         | Bobby Baldwin (4)  | Bobby Baldwin (4)  | Vereinigte Staaten | Vereinigte Staaten | 090.000          |
| 2  | 00.500        | Limit Seven Card Stud                            | 12. Mai 1979  | 80         | Gary Berland (4)   | Gary Berland (4)   | Vereinigte Staaten | Vereinigte Staaten | 024.000          |
| 3  | 01.000        | Limit Seven Card Stud Hi-Lo                      | 13. Mai 1979  | 34         | Gary Berland (5)   | Gary Berland (5)   | Vereinigte Staaten | Vereinigte Staaten | 020.400          |
| 4  | 00.600        | Mixed Doubles Seven Card Stud                    | 14. Mai 1979  | 25         | Starla Brodie      | Doyle Brunson (6)  | Vereinigte Staaten | Vereinigte Staaten | 009.000          |
| 5  | 00.400        | Ladies Limit Seven Card Stud                     | 15. Mai 1979  | 53         | Barbara Freer      | Barbara Freer      | Vereinigte Staaten | Vereinigte Staaten | 012.720          |
| 6  | 01.500        | No-Limit Hold’em Non-Pro                         | 16. Mai 1979  | 85         | Perry Green (3)    | Perry Green (3)    | Vereinigte Staaten | Vereinigte Staaten | 076.500          |
| 7  | 01.000        | Limit A-5 Draw Lowball                           | 17. Mai 1979  | 37         | Lakewood Louie (2) | Lakewood Louie (2) | Vereinigte Staaten | Vereinigte Staaten | 022.200          |
| 8  | 02.000        | Limit Draw High                                  | 18. Mai 1979  | 19         | Lakewood Louie (3) | Lakewood Louie (3) | Vereinigte Staaten | Vereinigte Staaten | 024.000          |
| 9  | 01.000        | Limit Razz                                       | 19. Mai 1979  | 37         | Sam Mastrogiannis  | Sam Mastrogiannis  | Vereinigte Staaten | Vereinigte Staaten | 022.200          |
| 10 | 05.000        | Limit Seven Card Stud                            | 20. Mai 1979  | 16         | Johnny Moss (7)    | Johnny Moss (7)    | Vereinigte Staaten | Vereinigte Staaten | 048.000          |
| 11 | 01.000        | No-Limit Hold’em                                 | 21. Mai 1979  | 97         | Dewey Tomko        | Dewey Tomko        | Vereinigte Staaten | Vereinigte Staaten | 048.000          |
| 12 | 10.000        | No-Limit Hold’em Main Event – World Championship | 22. Mai 1979  | 54         | Hal Fowler         | Hal Fowler         | Vereinigte Staaten | Vereinigte Staaten | 270.000          |

### Main Event

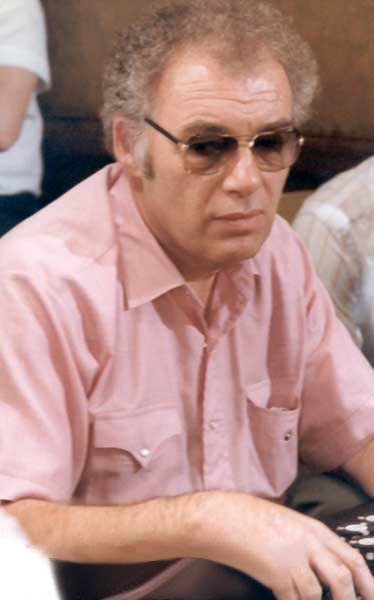
Hal Fowler (1979)

Der Finaltisch wurde am 27. Mai 1979 ausgespielt. In der finalen Hand gewann Fowler mit 7♠ 6♦ gegen Hoff mit A♣ A♥.
| Platz | Herkunft           | Spieler       | Preisgeld (in $) |
| ----- | ------------------ | ------------- | ---------------- |
| 1     | Vereinigte Staaten | Hal Fowler    | 270.000          |
| 2     | Vereinigte Staaten | Bobby Hoff    | 108.000          |
| 3     | Vereinigte Staaten | George Huber  | 081.000          |
| 4     | Vereinigte Staaten | Sam Moon      | 054.000          |
| 5     | Vereinigte Staaten | Johnny Moss   | 027.000          |
| 6     | Vereinigte Staaten | Bobby Baldwin | –                |